# Pistolet Erma EP-22
Erma EP-22 (w USA sprzedawany także jako LA-22) – niemiecki pistolet samopowtarzalny produkowany w latach 60.

## Historia
W połowie lat 20.  w zakładach Erma-Werke rozpoczęto produkcję zestawów konwersyjnych umożliwiających zasilanie P.08 amunicją .22 Long Rifle. Umożliwiło to zmniejszenie kosztów szkolenia strzeleckiego. W 1964 roku Erma rozpoczęła wytwarzanie pistoletu samopowtarzalnego EP22 którego konstrukcja wewnętrzna była zbliżona do produkowanych w okresie międzywojennym i w czasie wojny zestawów konwersyjnych, a wygląd zewnętrzny miał w maksymalnym stopniu naśladować P.08. W odróżnieniu od P.08 EP22 działał na zasadzie odrzutu zamka swobodnego, Zewnętrznie różnił się wyższą podstawą muszki, przyciskiem demontażowym (P.08 miał w tym samym miejscu obrotowe skrzydełko pełniące tę samą funkcję) oraz powiększonym tylnym nawisem szkieletu. Poza wersją standardową produkowano wersję z lufa wydłużoną, oraz karabinkową wyposażoną w dłuższą lufę, drewniane łoże pod lufa i dostawną kolbę. Produkcję EP22 zakończono w związku z rozpoczęciem produkcji pistoletu KGP69.